# جامع الدباغة
جامع الدباغة أو مسجد الدباغة العتيقة هو أحد مساجد المنطقة القديمة في حلب، والذي يقع في حي الدباغة العتيقة في منطقة السبع بحرات. حيث يعتبر المسجد من أهم معالم منطقة الدباغة العتيقة، وتعتبر المئذنة التي تعود للعهد الأيوبي كما تقول بعض المراجع ولكن الأرجح أنها تعود للعهد السلجوقي واحدة من أجمل مآذن حلب، وتعود بفترة بنائها إلى مطلع القرن الثالث عشر ميلادي.
كما قامت السلطات الأثرية في المدينة بترميم المسجد.
وما زالت المثذنة بحاجة لترميم .